# Griechische Vasenmaler

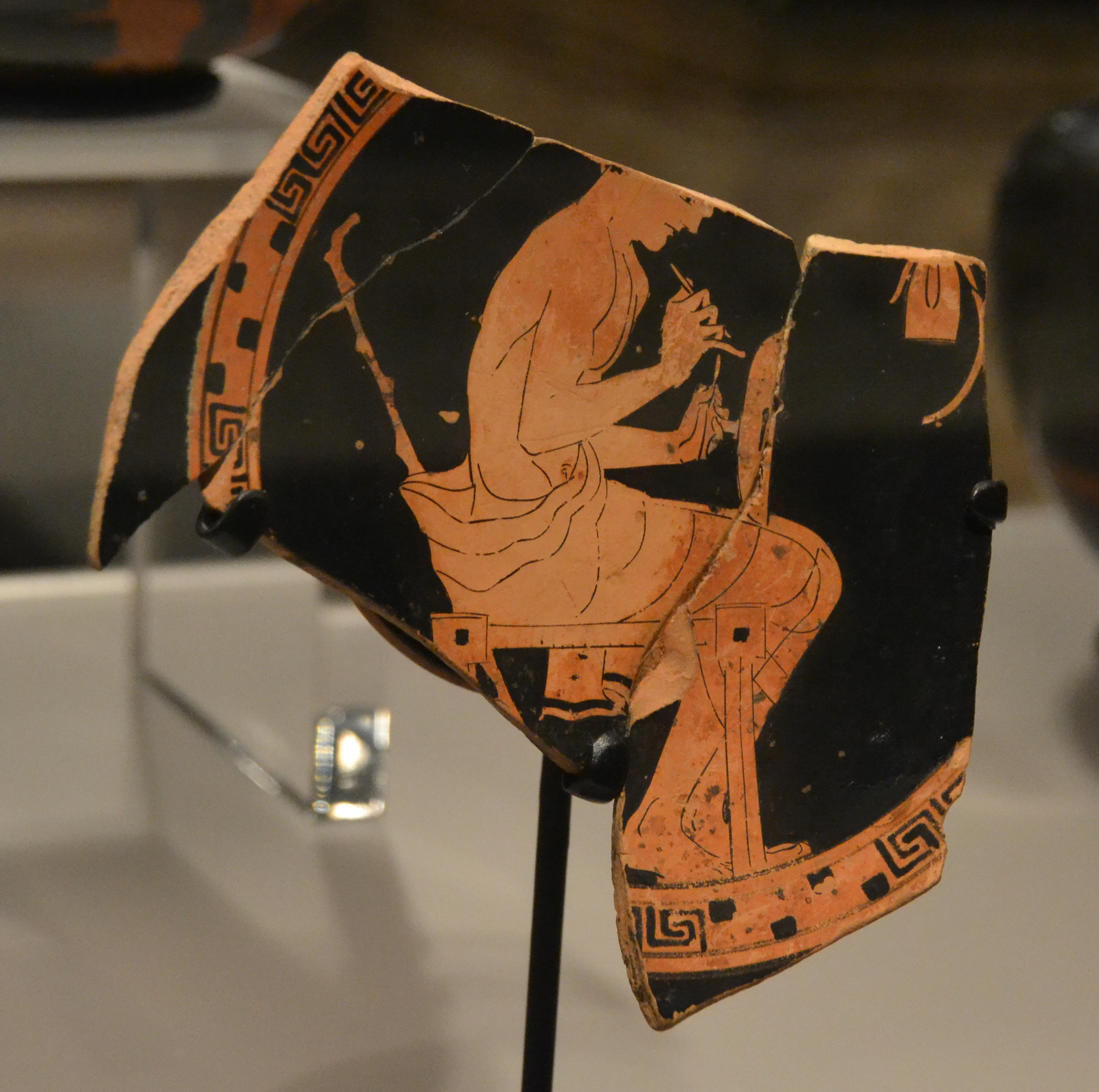
Ein Vasenmaler verziert eine Schale; fragmentierte attisch-rotfigurige Schale des Antiphon-Malers, um 480 v. Chr.; Museum of Fine Arts, Boston, Inventarnummer 01.8073

Griechische Vasenmaler waren von der minoisch-mykenischen Zeit bis in die Zeit des Hellenismus tätige Kunsthandwerker. Den Höhepunkt ihres Schaffens erreichten sie mit der attischen Vasenmalerei des schwarzfigurigen und rotfigurigen Stils vom 6. bis zum 4. Jahrhundert v. Chr., aber auch mit den schwarzfigurigen Vasen Korinths im 7. und 6. Jahrhundert v. Chr. sowie den rotfigurigen Stilen Unteritaliens und Siziliens im 5. und 4. Jahrhundert v. Chr.
Anders als für Töpfer gibt es keine schriftlichen Zeugnisse, die über den sozialen Status von Vasenmalern berichten. Ebenso fehlt eine schriftliche Überlieferung über die strukturelle Zusammensetzung der Werkstätten. Somit stammen die wissenschaftlichen Erkenntnisse vorrangig aus der archäologischen Forschung und sind meist nur für die gut untersuchten attischen Keramiker einigermaßen zu klären. Bis zum 5. Jahrhundert v. Chr. scheinen Vasenmaler und Töpfer in vielen Fällen identisch gewesen zu sein. Mit dem großen Erfolg der attischen Keramik im Mittelmeerraum mussten die Strukturen in den Töpfer-Manufakturen für den steigenden Export neu geordnet werden. Da Töpfer schneller arbeiteten als Vasenmaler, benötigten die Werkstätten nun mehr Vasenmaler. Diesen Teil der Aufgaben scheinen jüngere Mitarbeiter, Lehrlinge oder temporär Angestellte übernommen zu haben. Betreiber und Besitzer der Werkstatt indes war der Töpfer.

## Arbeitsstruktur
Die Arbeit in Töpfereien war in verschiedene Arbeitsschritte aufgeteilt. Nachdem der Töpfer die Gefäße geschaffen hatte, wurden im Allgemeinen die noch ungebrannten Gefäße nach einer Trocknungsphase von den Vasenmalern im jeweiligen Stil verziert. Bei manchen Stilen – wie der Six-Technik, der Gnathia- oder der Westabhangkeramik – wurden die Verzierungen erst nach dem Brand aufgetragen und waren dementsprechend weniger haltbar. Höhepunkt des Arbeitsvorganges war das Brennen.

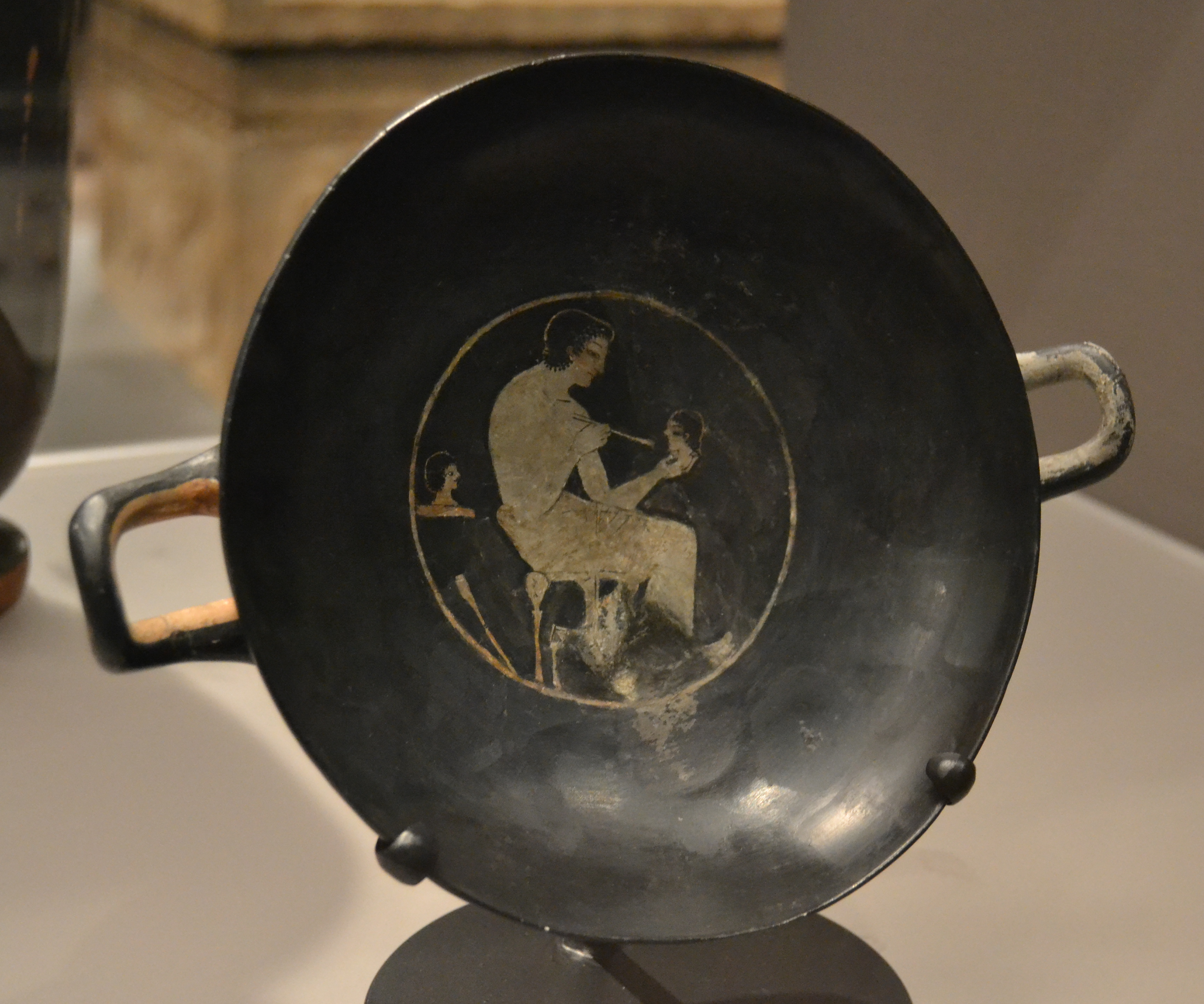
Ein Vasenmaler verziert eine Kopfvase; attisch-rotfigurige Schale des Ambrosios-Malers, um 510 v. Chr.; Museum of Fine Arts, Boston, Inventarnummer 68.292

Der Besitzer der Werkstatt war der Töpfer. In einer durchschnittlichen, als Familienbetrieb organisierten Werkstatt arbeiteten etwa fünf bis acht Handwerker zusammen. Für die Zeiten größter attischer Keramikproduktion sind Großbetriebe mit weitreichender Arbeitsteilung nicht auszuschließen. Oftmals wird der Töpfer zugleich auch selbst als Vasenmaler tätig gewesen sein. Da das Drehen und Formen jedoch wesentlich schneller von der Hand ging als die Bemalung eines Gefäßes, musste eine Werkstatt bei entsprechender Produktion mehr Vasenmaler als Töpfer beschäftigen. Vasenmaler konnten hierbei Personen verschiedener Herkunft sein, wobei wahrscheinlich alle Arbeiter trotz Spezialisierung auch an allen anfallenden Arbeiten beteiligt waren. Die Aufgabe der Bemalung übernahmen womöglich Söhne des Töpfermeisters oder jüngere Mitarbeiter einer Werkstatt. Zudem gab es freie Vasenmaler, die sich für die Bewältigung von Aufträgen mit den Töpfern für eine bestimmte Zeit zusammenschlossen. Aber auch längere Zusammenschlüsse waren offenbar möglich, etwa zwischen Klitias und Ergotimos, Lydos und Kolchos, Python und Duris oder Makron und Hieron. Andere Vasenmaler arbeiteten für verschiedene Töpfer. So bemalte Euphronios Gefäße für etwa sechs verschiedene Töpfer. Später übernahm er eine Werkstatt und trat danach selbst nicht mehr als Vasenmaler in Erscheinung, sondern bot selbst verschiedenen Vasenmalern Arbeit. Auch konnte ein Töpfer im Laufe seiner Karriere mit diversen Malern zusammenarbeiten, die wiederum einzig bei ihm beschäftigt waren oder aber mit verschiedenen Töpfern wirkten. Im Fall des Töpfers Nikosthenes, der sich auf den Export nach Etrurien spezialisiert hatte, sind rund zwanzig verschiedene Maler des schwarz- und des rotfigurigen Stils nachweisbar. Das sich abzeichnende Bild starker Verflechtungen verschiedener Arbeitsgemeinschaften und Werkstätten über den „Austausch“ von Vasenmalern scheint vor allem für die Zeit des stark steigenden Exports im frühen 5. vorchristlichen Jahrhundert gegolten zu haben, während sich die über Jahrzehnte nachweisbaren Verbindungen zwischen Python und Duris oder zwischen Makron und Hieron in der Zeit des gefestigten Exportgeschäfts etablierten. In jedem Fall war der Vasenmaler vom Töpfer abhängig, denn Töpfer konnten ohne Vasenmaler auskommen, nicht aber umgekehrt.
Da vielfach vor allem als Vasenmaler bekannte Handwerker auch einige wenige Töpfersignaturen zeigten, so Epiktet, Phintias oder Duris, die aber vor allem auf kleineren Formaten zu finden sind, ist es möglich, dass diese auch für die Nebenproduktion als Töpfer tätig sein konnten. Auch ein auf der Akropolis geweihter Teller Epiktets spricht dafür, dass die Vasenmaler zumindest das Wissen und Können zum Töpfern hatten.

## Soziale Stellung
Die Namen von Malern sind meist einzig durch Inschriften auf Vasen bekannt. Von etwa 70.000 bekannten attischen Vasen trugen aber nur etwa 900 Signaturen. Davon wiederum fallen zwei Drittel auf Signaturen von Töpfern, die mit „er hat [es] geschaffen“ (altgriechisch ἐποίησεν epoíēsen, Verbform im Aorist) oder „er hat mich geschaffen“ (μ’ἐποίησεν m’epoíēsen) zeichneten und insbesondere auf Gefäßen des schwarzfigurigen Stils dominieren. Maler signierten mit „er hat gemalt“ (ἔγραψεν égrapsen). Es ist umstritten, ob „er hat [es] geschaffen“ einzig für Werke von Töpfern verwendet wurde – hier ist oftmals der Kontext für die Bedeutung wichtig. In jedem Fall konnte „er hat [es] geschaffen“ auch die Tätigkeit des Bemalens umfassen, wenn Töpfer und Vasenmaler identisch waren. Mit der Formel „er hat [es] geschaffen“ wurden Gefäße ab dem späten 8. Jahrhundert v. Chr. signiert, während Malersignaturen erst ab dem frühen 6. Jahrhundert v. Chr., z. B. bei Sophilos, nachweisbar sind und der überwiegende Teil der entsprechenden Signaturen aus den wenigen Jahrzehnten zwischen 530 v. Chr. und 480 v. Chr. stammt. Gefäße wurden aus unterschiedlichen Gründen signiert. Sie konnten den Stolz auf eine gelungene Arbeit ausdrücken und so zeichnete Exekias beispielsweise mit beiden Formeln, da er beide Tätigkeiten gleichermaßen geschätzt wissen wollte. Sehr selten aber wurden Gefäße von Töpfer und Maler zugleich signiert. Manchmal wurden Signaturen, etwa beim Töpfer Nikosthenes, aus Gründen des Marketing eingesetzt oder sie bildeten wie bei einem Großteil der schwarzfigurigen Signaturen auf Kleinmeister-Schalen einen Teil der Verzierung. Einige Signaturen haben Zusätze, die die Signierenden als Bürger Athens ausweisen und gar familiäre Zusammenhänge aufzeigen. Andere Signaturen wie die von Mys (Mysier), Lydon (Lydier) oder Skythes (Skythe) lassen eine Herkunftsangabe vermuten. Unklar ist, ob sie Sklaven oder Metöken waren. Auch Namen wie Onesimos (der Nützliche) lassen auf einen Sklaven schließen. Ein zweiter Maler mit dem Namen Lydon signierte einen Kyathos mit dem ausdrücklichen Zusatz seines Sklavenstandes: Lydos der Sklave. Phintias signierte mehrfach, doch meist fehlerhaft. Somit muss man davon ausgehen, dass er eigentlich des Schreibens unkundig war. Ein Signaturvorrecht oder die Bevorzugung bestimmter Personen scheint es nicht gegeben zu haben. Darüber, warum bestimmte Vasen signiert wurden, andere aber nicht, kann nur spekuliert werden. Womöglich wurden von Malern etwa neu entworfene Bildthemen oder als besonders gelungen empfundene Bildkompositionen signiert. Bei den Töpfern finden sich beispielsweise vor allem auf neuen und bei schwierigen Formen wie Trinkschalen Signaturen. Sie waren zudem eher Zeichen eines künstlerischen als eines wirtschaftlichen Wettbewerbs. Euthymides stellt etwa in einer Beischrift klar, dass sein Werk von einer herausragenden Qualität war: „Euthymides, Sohn des Polias, hat es gezeichnet wie niemals Euphronios“. Auch in den Kalos-Inschriften kommen mehrfach Namen gleichzeitiger junger Vasenmaler vor. Timagoras etwa lobt Andokides, auch die Töpfer Tleson, Aischines und der Maler Smikros werden in solchen Lieblings-Inschriften genannt. Phintias zeigt auf einer Vase Euthymides als Musikschüler im Bild und erwähnt ihn zudem in einer Kalos-Inschrift. Ob das alles echte Sympathien oder eher Neckereien waren, ist nicht mehr herauszufinden. Wahrscheinlich war es möglich, dass sich die verschiedenen Berufsstände auch mischten. Bekannt sind Verwandtschaftsbeziehungen zwischen Töpfern und Vasenmalern, im Falle des Onesimos war es wohl so, dass mit ihm der Sohn eines Musikers bei einem Töpfer in die Lehre ging.

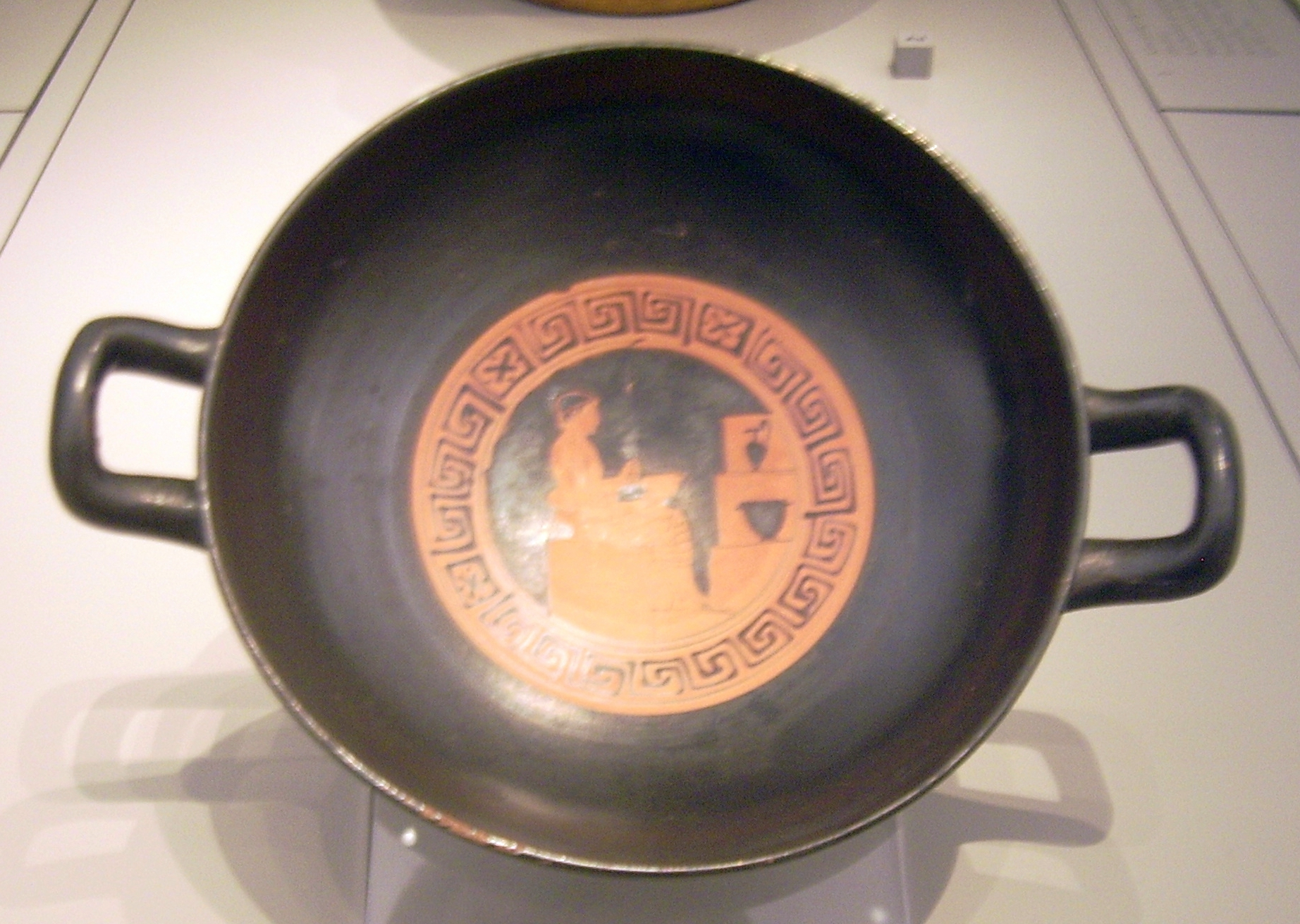
Vasenmaler verziert einen Skyphos; attisch-rotfigurige Schale, Antikensammlung Berlin F 2542

Manchmal werden auch auf Vasenbildern die Vorgänge in der Werkstatt gezeigt. Die Pentheskouphia-Pinakes zeigen vorrangig die Arbeitswelt der Töpfer. Vor allem auf rotfigurigen Vasen, insbesondere auf Schalen, wurden mehrfach Vasenmaler bei der Arbeit gezeigt. Darunter findet sich auch eine Darstellung einer Vasenmalerin. Darüber hinaus zeigen sich vor allem die Pioniere des rotfigurigen Stils manchmal in gesellschaftlichen Zusammenhängen. Euthymides, Euphronios oder Smikros werden beim Symposion gezeigt, ebenfalls gibt es Bilder, deren Beischriften Vasenmaler als Sportler in der Palästra ausweisen. Auch ein Bild des Antiphon-Malers zeigt einen Vasenmaler, der sich durch einen an der Wand lehnenden Gehstock als Bürger und durch Strigilis und Aryballos an der Wand als Sportler zu erkennen gibt. Inwieweit das ein Träumen in aristokratische Sphären war oder der Realität entsprach, ist unklar. Die gesellschaftliche Stellung des Vasenmalers lag wohl noch unter der des Töpfers, sofern hier überhaupt eine Differenzierung möglich ist. Denn als Handwerker war jeder Vasenmaler auch ausgebildeter Töpfer. Während Homer diese noch als Demiourgoi, „für das Gemeinwohl Arbeitende“ bezeichnet, lassen die attischen Quellen aus alter und mittlerer Komödie einen eher geringschätzigen Blick auf die banausoi (wörtlich: „Ofenhocker“) erschließen. Allerdings sind diese Überlieferungen in den meisten Fällen von wohlhabenden Aristokraten bestimmt, so dass es offenbar eine Diskrepanz im Selbstbild und der Wahrnehmung durch die Elite gab, wenn nicht ein gewandelter Blick auf den Banausen zu den unterschiedlichen Einschätzungen führte. War der Vasenmaler Vollbürger Athens, so gehörte er als Demiourgos der Steuerklasse der Theten an, in den seltenen Fällen des zugleich vorhandenen, bescheidenen Landbesitzes der Steuerklasse der Zeugiten. Die zunehmende Rolle der Geldwirtschaft im Verlauf des 6. Jahrhunderts v. Chr. und die wirtschaftlichen Erfolge attischer Töpfer insbesondere gegen dessen Ende führten, wenn nicht zu wachsender gesellschaftlicher Anerkennung, so doch zu wachsendem Selbstbewusstsein der Töpfer und Vasenmaler. Dies schlug sich in einer Reihe von Weihgeschenken nieder, die von Töpfern auf die Athener Akropolis gestiftet wurden, unter anderem von dem Töpfer und Vasenmaler Euphronios, der sich selbst in der allein erhaltenen Inschrift kerameus („Töpfer“) nennt. Auch stifteten Vasenmaler besonders fein verzierte Keramikgefäße auf die Akropolis.
Außerhalb Attikas ist die Beurteilung dieser Fragen noch schwerer. In Lakonien etwa waren die Vasenmaler wohl Periöken oder zugezogene Handwerker. In Böotien waren die Keramiker anscheinend etwas angesehener als in Athen. Auch Beurteilungen für Handwerker vorhomerischer Zeit sind schwer zu treffen, da keine schriftlichen Zeugnisse vorliegen und auch archäologische Funde, die derartige Rückschlüsse zulassen würden, kaum vorhanden sind. Wohl noch in homerischer Zeit und analog dazu in früheren Zeiten, waren Töpfer, die zu der Zeit eben auch die Vasenmaler waren, reisende Handwerker, die ihre Dienste an verschiedenen Orten anboten. In Athen wie auch in Korinth bildeten sich vielleicht schon in geometrischer Zeit Töpferviertel heraus – berühmt ist der Athener Kerameikos, der zugleich auch Friedhof und damit auch ein wichtiger Abnehmer von Grabvasen bis in die klassische Zeit blieb. Der Arbeitsplatz der Töpfer und damit der Vasenmaler lag somit am Rand oder außerhalb der Städte, wo die Gefahr durch die Brennöfen Brände auszulösen, weitaus geringer war.
Die heutige Sicht auf die Vasenmaler als Künstler entspricht modernen Sehgewohnheiten und Wertevorstellungen. Im 6. und 5. Jahrhundert v. Chr. gab es diesen Begriff des Künstlers aber noch nicht; man unterschied nicht zwischen hoher Kunst und Kunsthandwerk. Die „Künstler“ waren Techniten. Die antiken Vasenmaler sahen sich daher als Handwerker, die unter dem Schutz von Athena Ergane arbeiteten. Ihre heutige Einordnung als Kunsthandwerker ist folglich am adäquatesten.

## Benennung

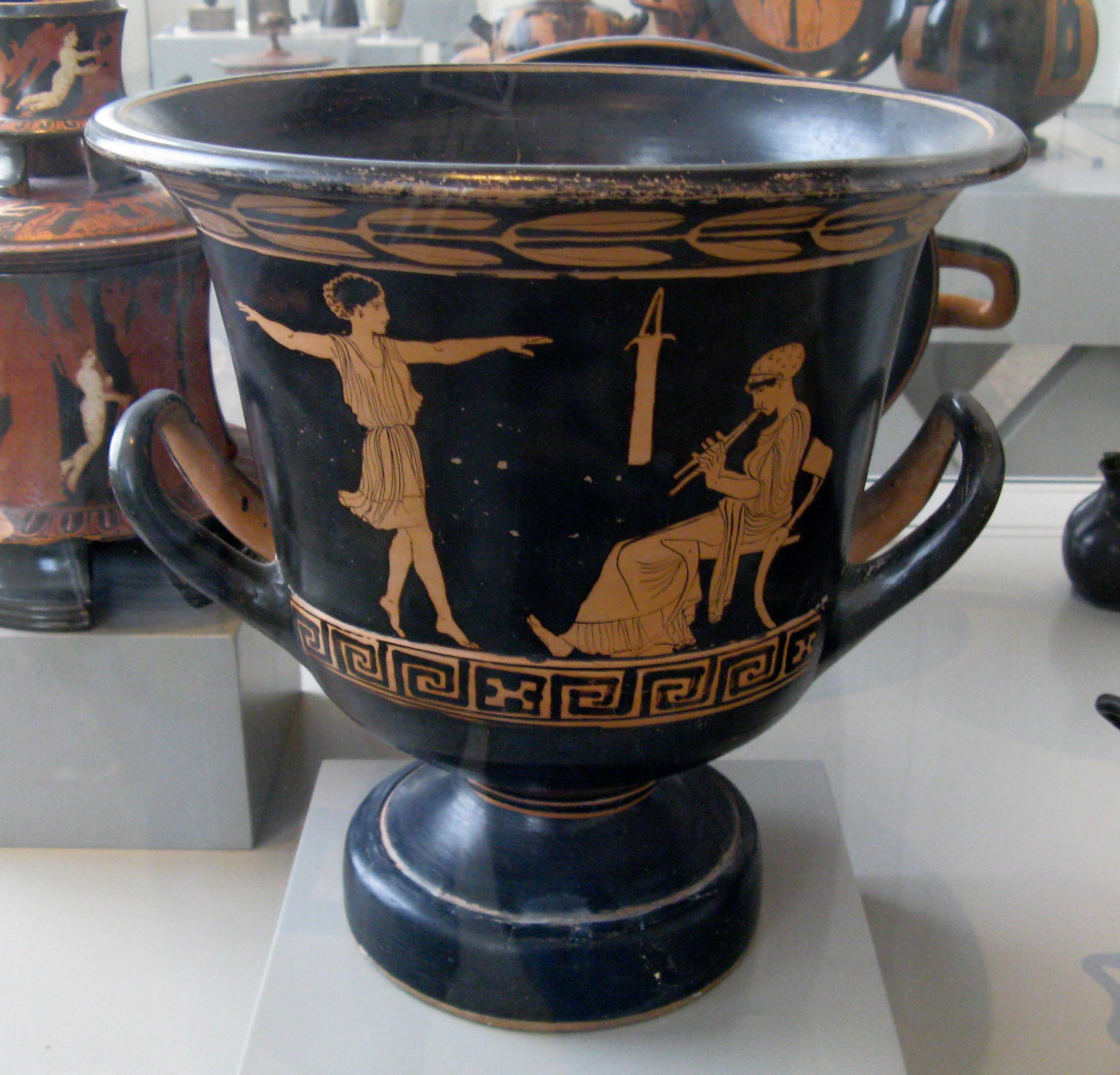
Namenvase des Malers der Berliner Tänzerin; apulisch-rotfiguriger Glockenkrater, um 440/30 v. Chr., Antikensammlung Berlin, F 2400

John D. Beazley schuf durch seinen Forschungen ein komplexes System aus Beziehungen innerhalb der Töpfer und Maler der attischen Keramik. Er untersuchte 30.000 Werke und wies diese 1500 verschiedenen Kunsthandwerkern zu. Neben eindeutigen Zuschreibungen an Künstlerpersönlichkeiten erfolgen Zuschreibungen innerhalb von Künstlergruppen wie „Meister“, „Schüler“, „Werkstatt“, „Kreis“, „in der Art“ oder „verwandt“. Aufbauend auf den Studien von Giovanni Morelli untersuchte Beazley die Bilder auf Eigenheiten, die man verschiedenen Künstlerpersönlichkeiten zuordnen kann. Damit sorgte er dafür, dass heute mehr als 2000 Künstlerpersönlichkeiten unterschieden werden können, von denen man nicht einmal den Namen kennt. Die Benennung erfolgt, wenn die Namen nicht mehr bekannt sind, über ein System von sogenannten Notnamen. Diese beziehen sich zumeist auf eine bestimmte Vase, die sogenannte Namenvase. Namen können hier sehr unterschiedlich vergeben werden, so etwa:
- nach einem Töpfer: Brygos-Maler, Maler N, Nikosthenes-Maler
- nach einem modernen Aufbewahrungsort: Baltimore-Maler, Berliner Maler, Jenaer Maler, Karlsruhe-Maler, Kopenhagener Maler, Leningrad-Maler, Mannheimer Maler
- nach einem Forscher oder Sammler: Boehlau-Maler, Cesnola-Maler, Curtius-Maler, Scheuleer-Maler, Schuwalow-Maler, Sabouroff-Maler
- nach einem Fundort: Analatos-Maler, Dipylon-Maler, Mykonos-Maler
- nach Motiven oder Beischriften: Achilleus-Maler, Maler von Boston CA (CA -> Circe und Acheloos), Dareios-Maler, Jagd-Maler, Kavalkade-Maler, Leagros-Gruppe, Meleager-Maler, Nessos-Maler, Reiter-Maler, Triptolemos-Maler
- nach einem Bildträger: Dinos-Maler
- nach einem Stil: C-Maler, CA-Maler
- nach einer individuellen Vase: Maler von Athen 533, Maler des Bari-Orestes, Maler von Chur K 55, Maler der Dresdener Lekanis, Maler der Frankfurter Eichellekythos, Maler der Lekythos Kopenhagen 4948
- nach einem darstellerischen Spezifikum: Affecter, Elbows Out, Inschriften-Maler, Quadrat-Maler, Vogelfutter-Werkstatt

Manchmal, wie etwa beim Maler der Berliner Tänzerin, sind mehrere Aspekte (hier die individuelle Vase, der Aufbewahrungsort und das Motiv) namensgebend. Auch Bezeichnungen wie BMN-Maler beziehen sich gleich auf mehrere Dinge, wie hier das British Museum als modernen Aufbewahrungsort und den Töpfer Nikosthenes als Schöpfer. Dazu gibt es noch Namen wie den qualitativ wertenden des Worst Painter oder im Falle der mykenischen Malerei die Vergabe von Nummern wie Maler 20. Die Gruppe E (E für Exekias) etwa lehnt sich an den Maler Exekias an, die Gruppe R (R für Reed, Schilf) verweist auf den Schilf-Maler.

## Motive
Die Motive hatten offenbar nur wenig Einfluss auf den Verkauf von Vasen, vor allem in Etrurien schien man Vasen ungeachtet des Bildthemas gekauft zu haben. Dennoch waren bestimmte Vasenformen, etwa Loutrophoren oder weißgrundige Zylinder-Lekythoi, an bestimmte Darstellungsthemen gebunden, die mit der Nutzung solcher Gefäße bei der Hochzeit, bei der Beerdigung oder im Grabkult zu tun hatten. Auch Panathenäische Preisamphoren waren an ein spezielles Dekorationsschema gebunden und erlaubten nur wenige individuelle Abweichungen. Darüber hinaus scheinen die Maler in ihrer Themenwahl recht frei gewesen zu sein. Manche bevorzugten mythologische Themen, andere den Alltag, Darstellungen von Krieg oder andere Themen. Zugleich unterlag die Motivwahl auch modischen Veränderungen und dem Zeitgeist.

## Einzelbelege
1. ↑  Ingeborg Scheibler: Formen der Zusammenarbeit in attischen Töpfereien des 6. und 5. Jhs. v. Chr. In: Hansjörg Kalcyk (Hrsg.): Studien zur alten Geschichte. Festschrift Siegfried Lauffer zum 70. Geburtstag. Bretschneider, Rom 1983, S. 788–804.
2. ↑  Homer, Ilias 18, 604.
3. ↑  Ingeborg Scheibler: Griechische Künstlervotive der archaischen Zeit. In: Münchner Jahrbuch der Bildenden Kunst. Bd. 30, 1979, S. 16f.